# Église Notre-Dame de Crans
L'église Notre-Dame est une église située en France sur la commune de Crans, dans le département de l'Ain en région Auvergne-Rhône-Alpes.
Elle fait l’objet d'une inscription au titre des monuments historiques depuis le 21 octobre 1926.

## Présentation
L'église est située dans le département français de l'Ain, sur la commune de Crans. L'édifice est inscrit au titre des monuments historiques en 1926.